# Arabelle Meirlaen (restaurant)
Arabelle Meirlaen est un restaurant une étoile  Michelin situé à Marchin, en Belgique. Il porte le nom éponyme de la femme chef qui le tient.

## Étoiles Michelin
- Depuis 2011

## Gault et Millau
- 18/20